# San Leonardo de Albis
San Leonardo de Albis, também chamada de Sancti Leonardi apud plateam Iudeorum, era uma igreja de Roma localizada onde hoje está a Piazza Costaguti, no rione Sant'Angelo. Era dedicada a São Leonardo de Noblac.

## História

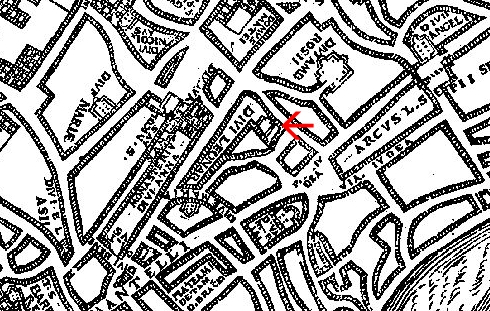
Mapa de Leonardo Bufalini (1551).

O epíteto "de Albis" é uma referência à família romana de Blancis. "Plateam Iudeorum" é uma referência à Piazza Giudea no Gueto de Roma, esta parcialmente demolida é incorporada à Via di Santa Maria del Pianto.
A igreja foi construída na Idade Média e ficava localizada aproximadamente em frente à igreja de Santa Maria in Publicolis. San Leonardo é mencionada pela primeira vez no Catalogo Parigino (c. 1230) como Leonardus e no Catalogo di Torino (c. 1320) como Ecclesia sancti Leonardi de Albis.
No final do século XVI, a igreja foi entregue para a Compagnia degli Scultori e Marmorari, a guilda dos escultores e pedreiros que trabalhavam com o mármore. Em 1622, o tesoureiro papal Costanzo Patrizi, com o objetivo de ampliar o seu palácio, hoje chamado de Palazzo Costaguti, adquiriu a vizinha igreja e, no ano seguinte, com autorização do papa Paulo V, a demoliu para permitir as obras.